# Wydział Historyczno-Socjologiczny Uniwersytetu w Białymstoku

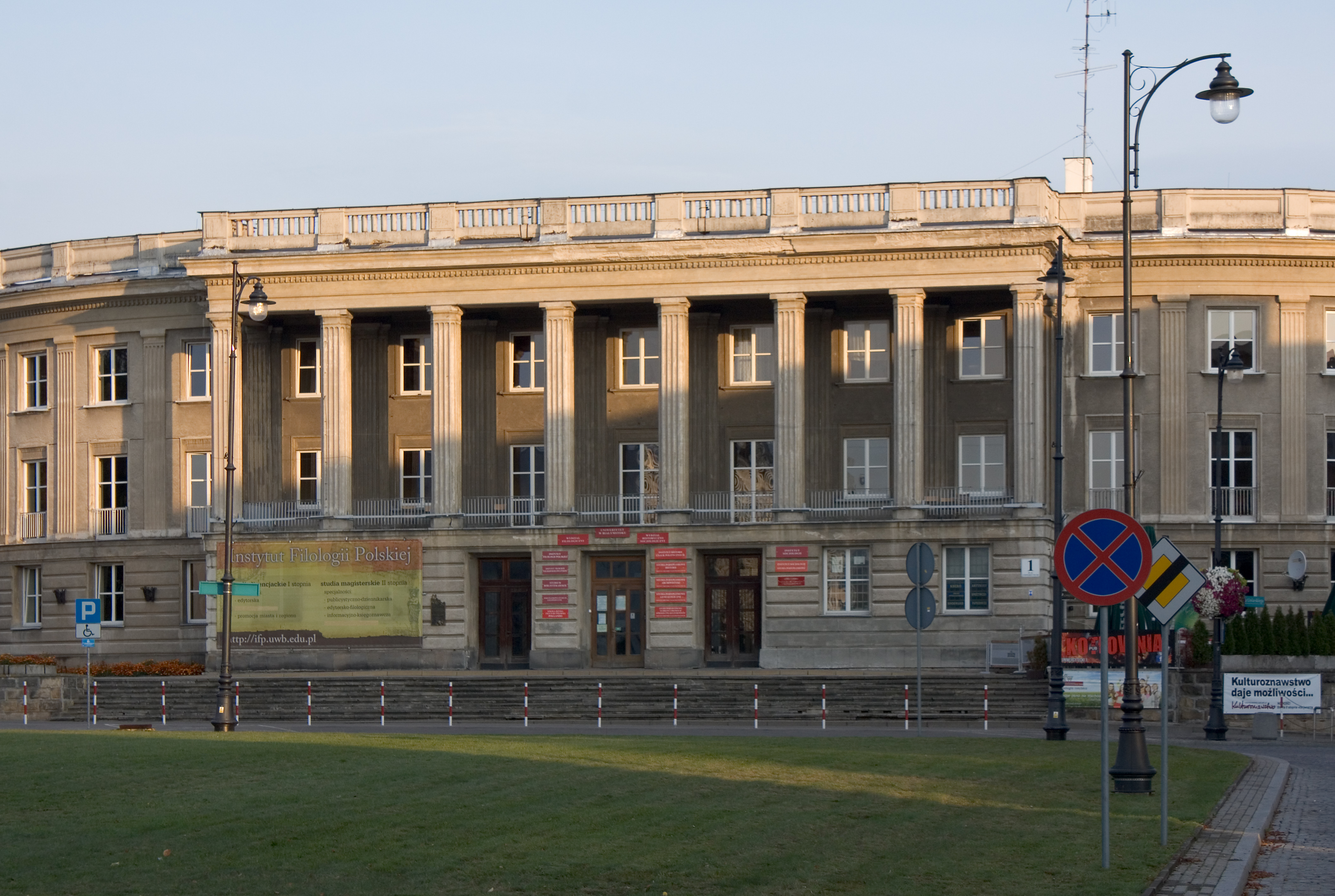
Budynek Wydziału Historyczno-Socjologicznego UwB przy Placu Niezależnego Zrzeszenia Studentów

Wydział Historyczno-Socjologiczny Uniwersytetu w Białymstoku – historyczny wydział Uniwersytetu w Białymstoku. Jego siedziba znajdowała się przy pl. Placu Niezależnego Zrzeszenia Studentów 1 w Białymstoku. 1 października 2019, zarządzeniem Rektora UwB, Wydział został zlikwidowany na skutek reorganizacji struktur uniwersyteckich.
Wydział Historyczno-Socjologiczny został przekształcony w trzy oddzielne jednostki; Wydział Historii i Stosunków Międzynarodowych, Instytut Filozofii oraz Instytut Socjologii.

## Struktura wydziału
- Instytut Historii i Nauk Politycznych
  - Zakład Historii Starożytnej
  - Zakład Historii Średniowiecza i Nauk Pomocniczych Historii (do końca XVIII wieku)
  - Zakład Historii Nowożytnej (XVI-XVIII)
  - Zakład Historii Społeczno-Gospodarczej, Demografii i Statystyki
  - Zakład Historii XIX wieku
  - Zakład Historii Wojskowej
  - Zakład Historii 1918-1945
  - Katedra Historii Najnowszej
  - Zakład Historii Regionalnej, kierowany przez prof. UwB Józefa Maroszka[2], badający dzieje pogranicza Litwy i Korony[3]
  - Zakład Dydaktyki Historii i Wiedzy o Społeczeństwie
  - Katedra Historii Europy Środkowo-Wschodniej
- Instytut Socjologii i Kognitywistyki
  - Katedra Socjologii Ogólnej
  - Zakład Kognitywistyki Społecznej
  - Zakład Socjologii Organizacji i Instytucji
  - Katedra Religioznawstwa
  - Zakład Antropologii Kulturowej
  - Zakład Komunikacji Społecznej
  - Zakład Socjologii Struktur Społecznych
  - Katedra Filozofii
  - Zakład Współczesnego Społeczeństwa Polskiego
  - Zakład Historii Społecznej
  - Pracownia Informatyczna
  - Rada Naukowa Instytutu Socjologii
- Biblioteka Wydziału Historyczno-Socjologicznego

## Kierunki studiów
- filozofia
- historia
- socjologia
- stosunki międzynarodowe
- kognitywistyka i komunikacja

## Poczet dziekanów
- historyczny poczt dziekanów Wydział Historyczno-Socjologiczny

1. 1997–1999 prof. dr hab. Halina Parafianowicz
2. 1999–2004 prof. dr hab. Halina Parafianowicz
3. 2004–2008 prof. dr hab. Andrzej Sadowski
4. 2008–2012 prof. dr hab. Andrzej Sadowski
5. 2012–2016 dr hab. Wojciech Śleszyński
6. 2016–2019 dr hab. Joanna Sadowska

## Władze Wydziału

### Kadencja 2016–2019
Dziekan: dr hab. Joanna Sadowska, prof. UwB

Prodziekan ds. Nauki: dr hab. Małgorzata Bieńkowska

Prodziekan ds. Dydaktyki: dr Anna Jurczuk

### Kadencja 2012–2016
Dziekan: dr hab. Wojciech Śleszyński, prof. UwB

Prodziekan ds. Nauki: dr hab. Joanna Sadowska, prof. UwB

Prodziekan ds. Dydaktyki: dr Bartosz Kuźniarz

### Kadencja 2008–2012
Dziekan: prof. dr hab. Andrzej Sadowski

Prodziekan ds. Naukowych: dr Tomasz Wesołowski

Prodziekan ds. Dydaktycznych i Studenckich: dr Małgorzata Bieńkowska